# 日本吟剣詩舞振興会
公益財団法人日本吟剣詩舞振興会（にほんぎんけんしぶしんこうかい、英語：The Nippon GINKENSHIBU Foundation）は、東京都港区虎ノ門に本部を置く中国から起源する吟詠・剣舞・詩舞の代表的な組織である。1968年設立。設立者は日本船舶振興会の笹川良一会長。
現在は6代目会長沼崎富の下運営を行っている。2021年には、従来の常任理事会における運営を中心とする体制から、理事会を執行機関、少人数の評議員会を最高議決機関とする体制に再編成した。外部役員を選任するなど組織の改革も積極的に行なっている。

## 主催行事

### 全国吟剣詩舞道大会
全国吟剣詩舞道大会は1968年から毎年日本武道館で開催（ただし2011年は東日本大震災、2020年もコロナの影響でそれぞれ中止）。例外としては2013年度大会で東日本大震災の復興支援として福島県郡山市の郡山ユラックス熱海で開催された。2019年は武道館改修の関係で国技館で、2022年5月は北とぴあで開催。大会の最高賞には高松宮妃記念優勝旗・同記念杯が授与される。2015年大会からは異例の2日間開催となった。2023年より持ち回り開催

### コンクール大会
毎年9月に2日間に分けて「全国剣詩舞コンクール」「全国吟詠コンクール」の決勝大会が笹川記念会館で、また「全国吟詠合吟コンクール」が全国吟剣詩舞道大会と同じ武道館で開催。優勝者・チームは全国吟剣詩舞道大会にてエキシビションとして出場が与えられる。他に2年に１度「全国剣詩舞群舞コンクール」、毎年3月に「全国少壮吟詠家審査コンクール」がそれぞれ笹川記念会館にて開催されている。

### 全国吟詠剣詩舞道祭
毎年文化庁が主催する国民文化祭の一環として開催。2012年は中止。